# Peugeot 505
Peugeot 505 je osobní automobil vyšší střední třídy. Byl uveden na evropský trh v roce 1979, kde se prodával do roku 1992. V Evropě v Sochaux ve Francii probíhala v letech 1979–92, ale v Číně vydržela až do roku 1997, v Indonésii do roku 1987. Podle výrobce bylo mezi lety 1978 a 1999 vyrobeno 1 351 254 ks 505 z čehož bylo 1 116 868 z nich sedanů. Šlo také o poslední vůz Peugeot klasické koncepce.

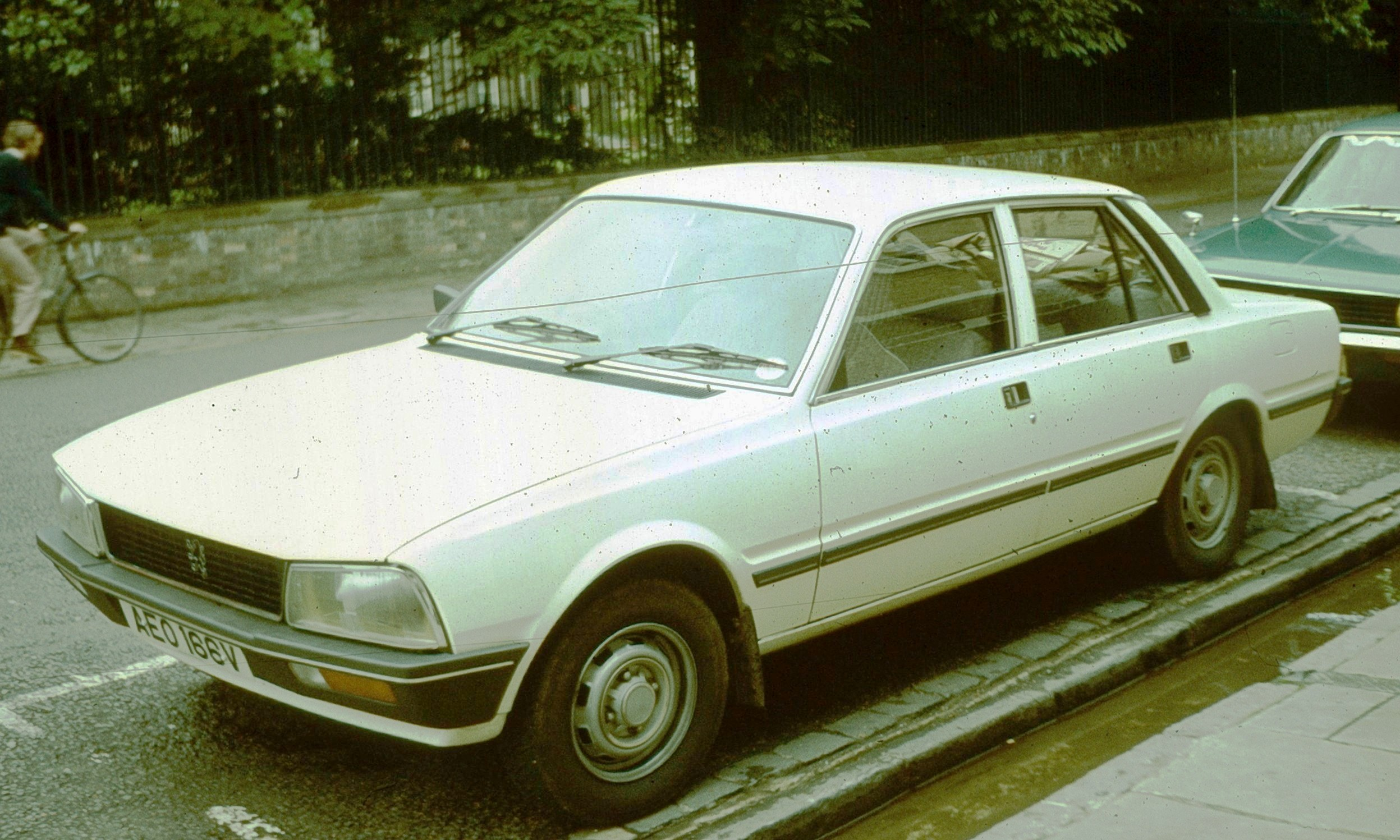
Jeden z prvních sedanů
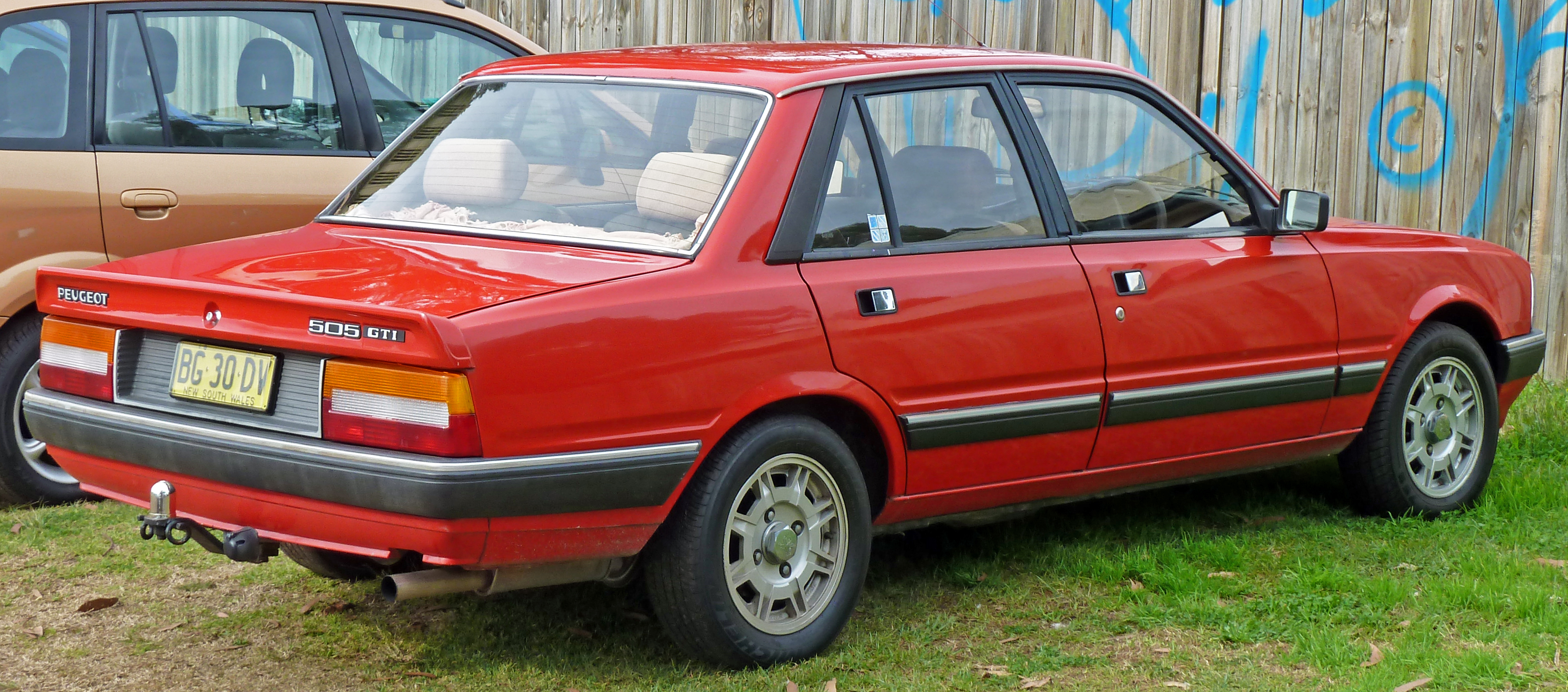
505 GTi (Austrálie)
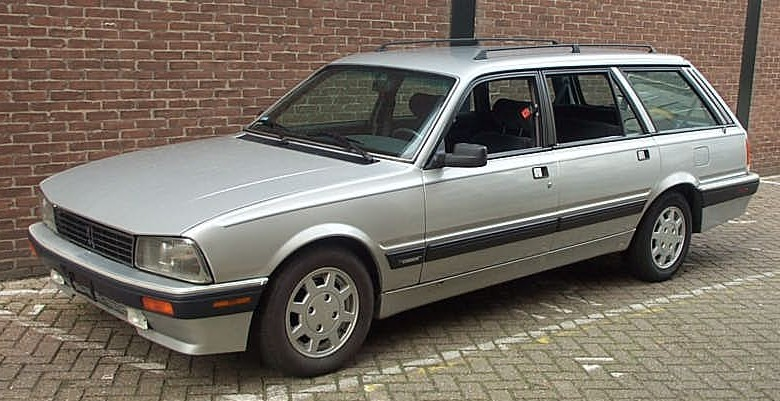
505 Turbo Wagon (Severní Amerika)
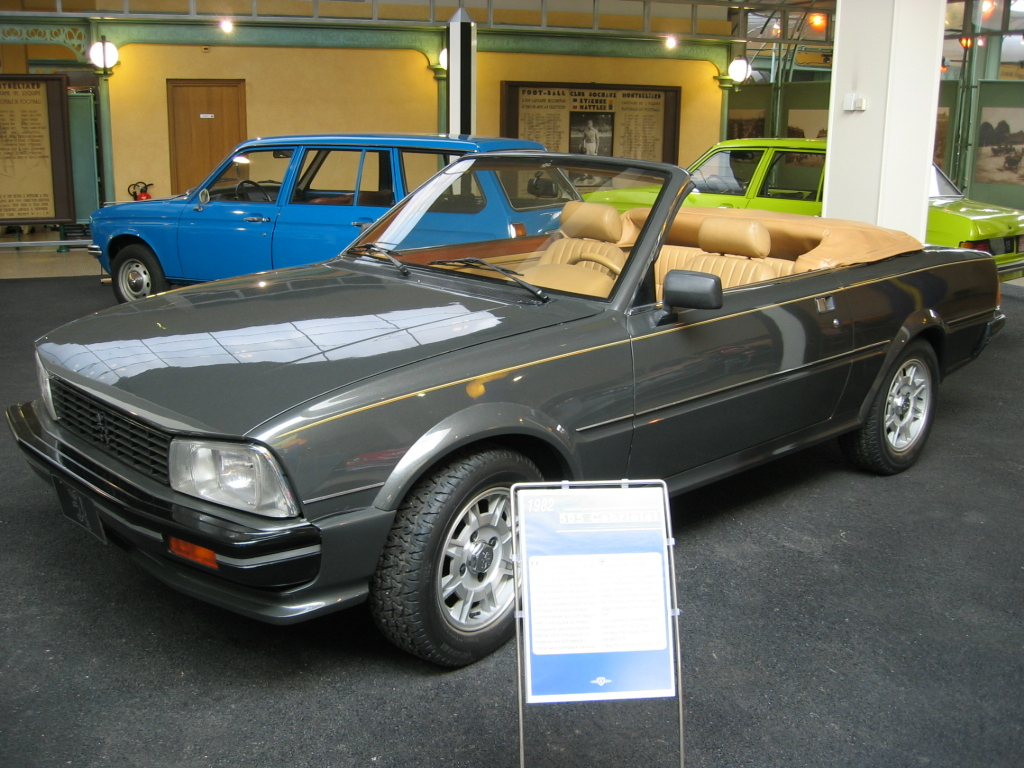
Prototyp kabrioletu